# بنزوآلفاپیرن
بنزو آلفا پیرن یک هیدروکربن آروماتیک چند حلقه ای و نتیجه احتراق ناقص مواد آلی در دمای بین ۳۰۰ درجه سلسیوس (۵۷۲ درجه فارنهایت) و ۶۰۰ درجه سلسیوس (۱٬۱۱۲ درجه فارنهایت) این ترکیب همه جا را می‌توان در قطران ذغال سنگ، دود تنباکو و بسیاری از غذاها، به ویژه گوشت‌های کبابی یافت. ماده ای با فرمول C 20 H 12 یک نوع از بنزوپیرن است که توسط حلقه بنزن ذوب شده در پیرن تشکیل می‌شود. این ماده از مهمترین مواد سرطانزا است

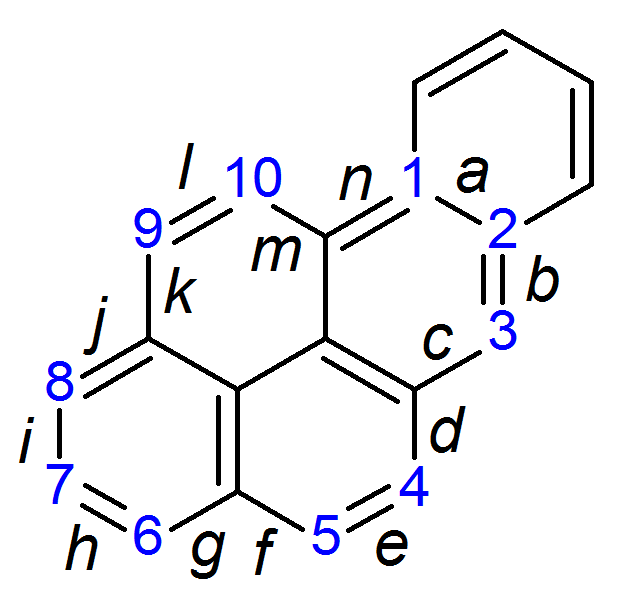
بنزو [a] پیرن، نشان دادن حلقه پیرن پایه و شماره گذاری و محل‌های همجوشی حلقه با توجه به نامگذاری IUPAC در شیمی آلی.